# Consistório Ordinário Público de 1965
Em 22 de fevereiro de 1965, durante seu primeiro consistório, o Papa Paulo VI criou 27 cardeais. Os novos purpurados foram:

## Cardeais Eleitores
| Nº       | País                                        | Nome                           | Idade    | Cargo                                                       | Título ou Diaconia                                                                        |
| Cardeais | Cardeais                                    | Cardeais                       | Cardeais | Cardeais                                                    | Cardeais                                                                                  |
| -------- | ------------------------------------------- | ------------------------------ | -------- | ----------------------------------------------------------- | ----------------------------------------------------------------------------------------- |
| 1        | Síria                                       | Máximos IV Sayegh              | 86       | patriarca de Antioquia dos Melquitas                        | Cardeal-bispo                                                                             |
| 2        | Líbano                                      | Pierre-Paul Méouchi            | 70       | patriarca de Antioquia dos Maronitas                        | Cardeal-bispo                                                                             |
| 3        | Egito                                       | Stephanos I Sidarouss, C.M.    | 61       | patriarca de Alexandria dos Coptas                          | Cardeal-bispo                                                                             |
| 4        | União das Repúblicas Socialistas Soviéticas | Josyp Slipyj                   | 73       | arcebispo-maior de Lviv dos Ucranianos                      | Cardeal-presbítero de Santo Atanásio                                                      |
| 5        | Alemanha Ocidental                          | Lorenz Jäger                   | 72       | arcebispo de Paderborn                                      | Cardeal-presbítero de São Leão I                                                          |
| 6        | Sri Lanka                                   | Thomas Benjamin Cooray, O.M.I. | 63       | arcebispo de Colombo                                        | Cardeal-presbítero de Santos Nereu e Aquileu                                              |
| 7        | Tchecoslováquia                             | Josef Beran                    | 76       | arcebispo de Praga                                          | Cardeal-presbítero de Santa Cruz na Via Flaminia                                          |
| 8        | Canadá                                      | Maurice Roy                    | 60       | arcebispo de Québec                                         | Cardeal-presbítero de Nossa Senhora do Santíssimo Sacramento e Santos Mártires Canadenses |
| 9        | França                                      | Joseph-Marie-Eugène Martin     | 73       | arcebispo de Rouen                                          | Cardeal-presbítero de Santa Teresa no Corso d’Italia                                      |
| 10       | África do Sul                               | Owen McCann                    | 57       | arcebispo de Cidade do Cabo                                 | Cardeal-presbítero de Santa Praxedes                                                      |
| 11       | Argélia                                     | Léon-Etienne Duval             | 61       | arcebispo de Argel                                          | Cardeal-presbítero de Santa Balbina                                                       |
| 12       | Itália                                      | Ermenegildo Florit             | 63       | arcebispo de Florença                                       | Cardeal-presbítero de Regina Apostolorum                                                  |
| 13       | Jugoslávia                                  | Franjo Šeper                   | 59       | arcebispo de Zagreb                                         | Cardeal-presbítero de Santos Pedro e Paulo na Via Ostiense                                |
| 14       | Reino Unido                                 | John Carmel Heenan             | 60       | arcebispo de Westminster                                    | Cardeal-presbítero de São Silvestre em Capite                                             |
| 15       | França                                      | Jean-Marie Villot              | 59       | arcebispo de Lyon                                           | Cardeal-presbítero de Santíssima Trindade no Monte Pincio                                 |
| 16       | Burquina Fasso                              | Paul Zoungrana, M. Afr.        | 47       | arcebispo de Ouagadougou                                    | Cardeal-presbítero de São Camilo de Lellis                                                |
| 17       | Estados Unidos                              | Lawrence Joseph Shehan         | 66       | arcebispo de Baltimore                                      | Cardeal-presbítero de São Clemente                                                        |
| 18       | Itália                                      | Enrico Dante                   | 80       | secretário da Congregação dos Ritos                         | Cardeal-diácono de Santa Ágata dos Góticos                                                |
| 19       | Itália                                      | Cesare Zerba                   | 72       | secretário da Congregação para a Disciplina dos Sacramentos | Cardeal-presbítero de Nossa Senhora do Sagrado Coração                                    |
| 20       | Brasil                                      | Agnelo Rossi                   | 51       | arcebispo de São Paulo                                      | Cardeal-presbítero de Grande Mãe de Deus                                                  |
| 21       | Itália                                      | Giovanni Colombo               | 62       | arcebispo de Milão                                          | Cardeal-presbítero de Santos Silvestre e Martinho nos Montes                              |
| 22       | República da Irlanda                        | William John Conway            | 52       | arcebispo de Armagh                                         | Cardeal-presbítero de São Patrício                                                        |
| 23       | Espanha                                     | Ángel Herrera Oria             | 78       | bispo de Málaga                                             | Cardeal-presbítero de Sagrado Coração de Maria                                            |
| 24       | Itália                                      | Federico Callori di Vignale    | 74       | presbítero da diocese de Casale Monferrato                  | Cardeal-diácono de São João Bosco na Via Tuscolana                                        |
| 25       | Bélgica                                     | Joseph-Léon Cardijn            | 82       | presbítero da Arquidiocese de Mechelen-Bruxelas             | Cardeal-diácono de São Miguel Arcângelo a Pietralata                                      |
| 26       | Suíça                                       | Charles Journet                | 74       | presbítero da diocese de Lousanne, Genebra e Friburgo       | Cardeal-diácono de Santa Maria em Portico Campitelli                                      |
| 27       | Itália                                      | Giulio Bevilacqua, C.O.        | 83       | bispo-auxiliar de Brescia                                   | Cardeal-diácono de São Jerônimo da Caridade                                               |

## Link Externo
- «Catholic Hierarchy» (em inglês)